# Slovanska dolina
Slovanska dolina (pol. Dolina Slovańska; też: Slovianska dolina) – dolina w zachodniej (tzw. Luczańskiej) części Małej Fatry w Karpatach Zachodnich na Słowacji. Nazwa pochodzi od wsi Slovany.

## Położenie
Dolina Slovańska jest doliną walną. Leży po południowo-wschodniej stronie głównego grzbietu Luczańskiej Małej Fatry. Jej wylot do Kotliny Turczańskiej znajduje się na wysokości ok. 480 m n.p.m. na zach. od wsi Valča w powiecie Martin. Górne zamknięcie doliny stanowi fragment głównego grzbietu Luczańskiej Małej Fatry na odcinku od Hnilickiej Kýčery (1217 m n.p.m.) na północy po szczyt Jankova (1163 m n.p.m.) na południu.
Od strony północno-wschodniej dolinę ogranicza grzbiet opadający od Hnilickiej Kýčery przez wzniesienia Javorina (1053 m n.p.m.) i Pivnica (830 m n.p.m.), natomiast od strony południowo-zachodniej – grzbiet opadający od Jankovej ku rozłożystej Kýčerze (1095 m n.p.m.) i przechodzący dalej na wschodzie w grupę wzgórz zwanych Hôrki (634 m n.p.m.).

## Charakterystyka
Poczynając od wylotu Dolina Slovańska wznosi się w kierunku zachodnim, a następnie północno-zachodnim. Ma długość ok. 7,5 km i maksymalną szerokość (od grzbietu do grzbietu) ok. 2,2 km. Spływa nią Slovansky potok. Jej stoki są dość strome, rzadko rozczłonkowane krótkimi dolinkami bocznymi. Cała dolina jest zalesiona, jedynie wzdłuż potoku pojawiają się nieliczne, niewielkie polany. Koło dawnej leśniczówki Smradľavá voda w dolnej części doliny w korycie potoku wybija źródło intensywnie siarkowej wody mineralnej, zwane właśnie „Smradľavá voda”. Od wsi Valča aż po domek służb leśnych w miejscu zwanym Krčma dnem doliny biegnie utwardzona droga jezdna (powyżej Smradľavej vody zamknięta dla pojazdów samochodowych).